# Ispánk
Ispánk è un comune dell'Ungheria di 115 abitanti (dati 2001). È situato nella contea di Vas.